# Novgrad
Novgrad (Bulgaars: Новград) is een dorp in Bulgarije. Het dorp is gelegen in de gemeente Tsenovo in de oblast  Roese. Het dorp ligt 40 km ten zuidwesten van Roese en 209 km ten noordoosten van de hoofdstad Sofia. 

## Bevolking
Op 31 december 2020 telde het dorp Novgrad 813 inwoners. Het aantal inwoners vertoont al tientallen jaren een dalende trend: in 1946 had het dorp nog 2.569 inwoners.
| Bevolkingsontwikkeling tussen 1934 en 2020          |
| --------------------------------------------------- |
|                                                     |
| Bron: Nationaal Statistisch Instituut van Bulgarije |

In het dorp wonen etnische Bulgaren en etnische Turken. In de optionele volkstelling van 2011 identificeerden 644 van de 922 ondervraagden zichzelf als etnische Bulgaren, oftewel 69,8% van alle ondervraagden. De overige ondervraagden noemden zichzelf vooral etnische Turken (273 personen - 29,6%).
| Etnische samenstelling van de respondenten (2011) | Etnische samenstelling van de respondenten (2011) | Etnische samenstelling van de respondenten (2011) | Etnische samenstelling van de respondenten (2011) | Etnische samenstelling van de respondenten (2011) |
| ------------------------------------------------- | ------------------------------------------------- | ------------------------------------------------- | ------------------------------------------------- | ------------------------------------------------- |
|                                                   |                                                   |                                                   |                                                   |                                                   |
| Bulgaren                                          | Bulgaren                                          |                                                   | 69,8%                                             | 69,8%                                             |
| Turken                                            | Turken                                            |                                                   | 29,6%                                             | 29,6%                                             |
| Roma                                              | Roma                                              |                                                   | 0,0%                                              | 0,0%                                              |
| Anders/Onbekend                                   | Anders/Onbekend                                   |                                                   | 0,6%                                              | 0,6%                                              |